# Velké Žernoseky (zámek)
Velké Žernoseky jsou zámek ve stejnojmenné obci na pravém břehu Labe v okrese Litoměřice. Vznikl na místě starší tvrze po roce 1667. Od roku 1958 je chráněn jako kulturní památka ČR.

## Historie
Velké Žernoseky byly rozděleny mezi více majitelů. Není jisté, který z nich založil tvrz připomínanou poprvé roku 1543, kdy si ji Vilém Kamýcký nechal zapsat i s poplužním dvorem do obnovených zemských desek. Není ani jisté, jestli stála na místě staršího dvorce založeného cisterciáky z kláštera Altzella, nebo se jednalo o novostavbu.
Synové Viléma Kamýckého přišli o svá panství za účast na stavovském povstání a po roce 1623 je získal Vilém z Vřesovic na Doubravské hoře. Během třicetileté války používala sklepy pod tvrzí švédská armáda jako vězení. Samotná vesnice i s tvrzí byla při opakovaných vpádech vypálena a pobořena.
V roce 1667 panství koupil Jan Hartvík z Nostic, který nechal na místě tvrze postavit jednoduchý barokní zámek. Nejspíše jeho vnuk Bedřich Mořic Nostic-Rieneck nechal za svého života v osmnáctém století zámek přestavět. Po Bedřichovi panství zdědil synovec Jan Nepomuk a po něm syn Albert, jehož dcera se vdala za pozdějšího rakouského ministra zemědělství Arnošta Emanuela Silva-Tarouca, který roku 1916 zámek s vinařstvím prodal pražské vinařské firma J. Oppelt a synovec. V zámku byla otevřena vinárna a v letech 1919–1928 v něm sídlila česká menšinová škola. Po roce 1945 zámek spravovaly Státní vinné sklepy a po nich výzkumná stanice vinařská a šlechtitelská vinařská stanice.

## Stavební podoba
Dochovaná podoba zámku je výsledkem pozdně barokní přestavby a utilitárních úprav ve dvacátém století. Zdivo starší tvrze se snad zachovalo v budově středového rizalitu. Zámecká budova je jednopatrová s dvoupatrovým rizalitem. Zdobí ji spárovaná nároží, plastické nadokenní římsy a štuky. Nad okny bočních křídel jsou velké klenáky. Boční strany jsou zakončené volutovými štíty, zatímco středový rizalit je zakončený tympanonem. Dovnitř se vstupuje po krátkém schodišti portálem zdobeným kladím a supraportou s volutovitě zavinutým segmentem. Uvnitř akantových rozvilin je umístěn erb rodu Nostitz-Rienecků.